# Woodsmetaal

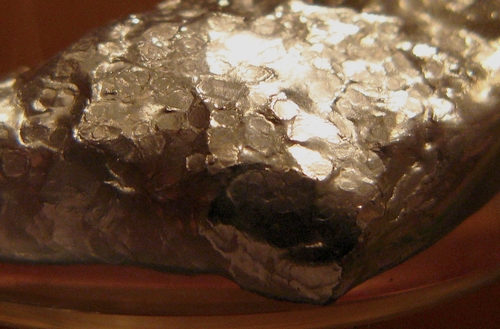
Woodsmetaal

Woodsmetaal is een giftige smeltbare legering met een smeltpunt rond 68°C; het smelt dus in heet water. Het bestaat uit bismut, lood, tin en cadmium in een eutectische samenstelling. De legering werd genoemd naar Barnabas Wood.

## Toepassingen
Woodsmetaal wordt gebruikt als soldeermiddel met een laag smeltpunt, als smeltklep bij sprinklerinstallaties en verwarmingsvloeistof voor verwarmingsbaden bij hoge temperaturen (zoals polymerisaties). Verder kan het aangewend worden als gietvorm bij lage temperaturen (bijvoorbeeld bij reparatie van metalen voorwerpen en antiek).

## Samenstelling
Deze kan variëren, zodat het smeltpunt ook kan variëren (tussen 65 en 70°C):
- 50% bismut (Bi)
- 25-26,7% lood (Pb)
- 12,5-13,3% tin (Sn)
- 10-12,5% cadmium (Cd)

Zonder cadmium (50% Bi - 25% Pb - 25% Sn) wordt het smeltpunt 98°C en noemt men het Rose's metaal. Deze legering heeft een dichtheid van 9,60 g/cm³.
Andere metalen die bij lage temperaturen smelten zijn galinstan, NaK, en indium- en bismut-legeringen.